# Rhabdomastix (Rhabdomastix) parvicornis
Rhabdomastix (Rhabdomastix) parvicornis is een tweevleugelige uit de familie steltmuggen (Limoniidae). De soort komt voor in het Neotropisch gebied.